# Trioza tundavalae
Trioza tundavalae är en insektsart som beskrevs av Jennifer L. Hollis 1984. Trioza tundavalae ingår i släktet Trioza och familjen spetsbladloppor.
Artens utbredningsområde är Angola. Inga underarter finns listade i Catalogue of Life.